# Luxe-Sumberraute
Luxe-Sumberraute è un comune francese di 334 abitanti situato nel dipartimento dei Pirenei Atlantici nella regione della Nuova Aquitania.

## Società

### Evoluzione demografica
Abitanti censiti